# Nueva ola de heavy metal americano
La nueva ola de heavy metal estadounidense ("New Wave of American Heavy Metal"), frecuentemente abreviada NWOAHM, es un movimiento surgido dentro del heavy metal a mediados de los años 90. Se le denomina NWOAHM en alusión a la "New Wave of British Heavy Metal" o NWOBHM de mediados de los 70. Aunque el término es usado por los medios con frecuencia, la definición no ha sido determinada con exactitud.
NWOAHM incluye una amplia variedad de estilos como heavy metal, country rock, rock gótico, folk rock y hardcore punk, y incluyendo también metal alternativo, groove metal, metal industrial, nu metal, metalcore y death metal melódico.

## Bandas destacadas
| - All That Remains - As I Lay Dying - Atreyu - Avenged Sevenfold - Biohazard - Byzantine - Chimaira - Damageplan - Darkest Hour - DevilDriver - Deftones - Disturbed - God Forbid - Down - Hatebreed - Killswitch Engage - Lamb of God - Life of Agony | - Machine Head - Mastodon - Otep - Pantera - Poison the Well - Prong - Shadows Fall - Slipknot - Superjoint Ritual - System of a Down - The Agony Scene - The Dillinger Escape Plan - The Red Chord - Throwdown - Trivium - Unearth |